# Nils Smith
Nils Lars Gustav Smith, född 30 maj 1941 i Helsingborgs Maria församling i Malmöhus län, är en svensk militär.

## Biografi
Smith avlade officersexamen vid Kungliga Krigsskolan 1963 och utnämndes samma år till fänrik i armén. Han befordrades 1971 till kapten vid Skånska trängregementet och 1974 till major. Åren 1976–1979 tjänstgjorde han vid Försvarsstaben. Han befordrades 1979 till överstelöjtnant och var avdelningschef vid staben i Södra militärområdet 1979–1983, varpå han var bataljonschef vid Skånska trängregementet 1983–1985 och sektionschef vid Södra värnpliktskontoret 1985–1987. År 1987 befordrades han till överste och var 1987–1991 chef för Arméns underhållsskola, varefter han tjänstgjorde vid staben i Västra militärområdet 1991–1993. Åren 1993–1998 var han chef för Göta trängkår.